# Pycnoclavella inflorescens
Pycnoclavella inflorescens är en sjöpungsart som beskrevs av Kott 2005. Pycnoclavella inflorescens ingår i släktet Pycnoclavella och familjen Pycnoclavellidae. Inga underarter finns listade i Catalogue of Life.